# Eike Bram
Eike Bram (* 20. März 1965 in Bremerhaven) ist eine ehemalige deutsche Handballtorhüterin. Sie wurde 1993 mit der deutschen Nationalmannschaft Weltmeisterin.

## Vereinskarriere
Die 1,80 Meter große Torhüterin spielte zu Beginn ihrer Karriere beim OSC Bremerhaven. Zur Saison 1984/85 wechselte Bram zum VfL Engelskirchen, für den sie vier Jahre aktiv war.
Anschließend spielte die Torhüterin für Bayer 04 Leverkusen und gewann dort den DHB-Pokal 1990/91. 1993 folgte ein Wechsel zu Borussia Dortmund. 2002 kehrte Bram nach Leverkusen zurück.
Sowohl mit dem Dortmunder als auch mit dem Leverkusener Team war sie auch in zahlreichen internationalen Vereinswettbewerben aktiv.

## Nationalmannschaft
Eike Bram bestritt in ihrer Länderspielkarriere 151 Spiele in der deutschen Nationalmannschaft. Mit dieser gewann sie die Weltmeisterschaft 1993. Ein Jahr später wurde sie bei der Vize-Europameisterin im eigenen Land.
Auch bei den Olympischen Spielen 1984, den Olympischen Spielen 1992 und den Olympischen Spielen 1996 stand sie im Aufgebot des Deutschen Handballbundes. Sie nahm auch an der Europameisterschaft 1994 teil, bei der das deutsche Team Platz 2 belegte.

## Privates
Nach der Realschule besuchte sie eine Handelsschule.

## Erfolge
- Weltmeisterin 1993
- drei Teilnahmen an Olympischen Spielen
- 2. Platz bei der Europameisterschaft 1994
- DHB-Pokal